# Leucocythere
Leucocythere là một chi giáp xác nước ngọt trong họ Limnocytheridae. 

## Loài
Các loài trong chi này gồm:
- Leucocythere algeriensis Martens, 1989
- Leucocythere helenae Martens, 1991
- Leucocythere mirabilis Kaufmann, 1892